# 모험가가 되고 싶다며 도시로 떠났던 딸이 S랭크가 되었다
모험가가 되고 싶다며 도시로 떠났던 딸이 S랭크가 되었다(冒険者になりたいと都に出て行った娘がSランクになってた)는 모지 카키야(작가), toi8(일러스트)가 원작한 일본의 라이트 노벨 소설 작품이다.